# Evans Kosgei
Evans Kosgei (* 1989) ist ein kenianischer Langstreckenläufer, der sich auf Halbmarathons spezialisiert hat.
2011 wurde er mit seiner persönlichen Bestzeit von 1:01:09 h Vierter beim Humarathon und siegte bei Auray – Vannes.
2012 wurde er Fünfter beim Humarathon.